# Estación lluviosa en el este de Asia
La estación lluviosa en el este de Asia, llamada tsuyu y baiu en japonés: 梅雨; méiyǔ en chino: 梅雨 ; y jangma en coreano:장마, es la precipitación frontal causada por el frente tsuyu, una zona persistente quasi-estacionaria de clima disturbado de este-oeste durante la primavera, que se extiende desde la costa este de China, a través de Taiwán, y hacia el este, adentrándose al sur de Japón.
Los caracteres literalmente significan "lluvias de albaricoque", con referencia a la estación cuando la fruta del ume madura. Esta estación lluviosa usualmente ocurre de junio a julio en Japón y de julio a agosto en las regiones chinas de Chang Jiang y Huai He.
El frente tsuyu se forma cuando el aire húmedo encima del Océano Pacífico se encuentra con el aire más frío de la masa de aire continental. El frente y la formación de depresiones frontales a su largo llevan lluvia a Japón, Corea, y al este de China. A medida que el frente se mueve hacia delante y atrás, dependiendo de la fuerza de las masas de aire caliente y frío, la precipitación se prolonga y produce inundaciones en el este de China. Por otro lado, pueden ocurrir sequías en años cuando llueve menos que lo usual. La estación lluviosa termina cuando la masa de aire caliente asociada con el canto subtropical es suficientemente fuerte para empujar el frente hacia el norte y afuera. En junio, Tokio experimenta un promedio de 176 mm de lluvia, más que en otro mes excepto de septiembre. (Aunque en septiembre cae más lluvia, el total de esas lluvias es causado por tifones, que no son tan fiables como las lluvias de junio).
Las islas de Okinawa en Japón son las primeras en recibir lluvia, aunque finalmente todas las islas son afectadas. Por otro lado, el frente se debilita en su camino al norte y normalmente no lleva mucha lluvia a Hokkaidō.
El frente regresa del norte y llueve por varias semanas en Japón cuando el aire caliente del Océano Pacífico se debilita en otoño. Esta lluvia otoñal es llamada "akisame" (秋雨) en japonés.

## Disputa
En ciertos años el principio y final de la estación están en discusión. Por ejemplo, en 2005, el canto subtropical se movió rápidamente hacia el norte a finales de junio y principios de julio. El frente tsuyu no paso por la región China de Chang Jiang y no hubo estación lluviosa allí. Después, el canto retrocedió hacia el sur y hubo significante precipitación en la región. Esto produjo la duda de si eso fue un tipo de lluvia de verano común después de la estación lluviosa u otra estación lluviosa tsuyu. Algunos meteorólogos incluso discutieron si la estación lluviosa a finales de junio no fue la verdadera estación lluviosa.